# Claus Peymann
Claus Peymann   (Bremen, 7 de juny de 1937 - Köpenick, 16 de juliol de 2025) fou un director de teatre alemany, i un dels protagonistes de la renovació teatral que va tenir lloc en la República Federal d'Alemanya en les dècades del 1960-1970, inspirada en les idees de la protesta estudiantil i del Maig del 68. Des dels seus començaments va apostar conseqüentment pels autors nous, entre ells Peter Handke, Thomas Bernhard, Botho Strauss, Gerlind Reinshagen i Harald Müller, però també va intentar donar nova vida als clàssics interpretant-los des de l'actualitat i la realitat circumdant. Va dirigeir el Berliner Ensemble fins a 2017.